# Axel Kasseböhmer
Axel Kasseböhmer (* 1952 in Herne; † 9. September 2017 in München) war ein deutscher Künstler (Malerei und Zeichnungen).

## Leben
Er studierte an der Kunstakademie in Düsseldorf bei Joseph Beuys und Gerhard Richter, lebte und arbeitete zuletzt in München. Seit 2001 hatte Kasseböhmer eine Professur an der Akademie der Bildenden Künste in München. Zu seinen bekannten Schülern zählt die Amerikanerin Ruth Kretzmann.

## Ausstellungen (Auswahl)
- 1982 Galerie Rüdiger Schöttle, München
- 1983 Galerie Arno Kohnen, Düsseldorf
- 1984 Von hier aus – Zwei Monate neue deutsche Kunst in Düsseldorf; Galerie Monika Sprüth, Köln
- 1989 Westfälischer Kunstverein, Münster
- 1990 Kunstverein München, München
- 1991 Galerie Bärbel Grässlin, Frankfurt
- 1994 Galerie Nelson, Paris; Parkett Publishers, New York
- 1998 Museum für Moderne Kunst, Frankfurt
- 1999 Sprüth Magers, Köln
- 2014 Leopold-Hoesch-Museum, Düren
- 2018 Sprüth Magers, Berlin

## Öffentliche Sammlungen
- Museum für Moderne Kunst (MMK), Frankfurt/Main
- Museum Folkwang, Essen
- Sammlung zeitgenössischer Kunst der Bundesrepublik Deutschland, Bonn
- MoMA – Museum of Modern Art, New York, NY